# Градишче при Требњем
Градишче при Требњем (словен. Gradišče pri Trebnjem) је насељено место у општини Требње, регија Југоисточна Словенија, Словенија.

## Историја
До територијалне реорганизације у Словенији било је у саставу старе општине Требње.

## Становништво
У попису становништва из 2011. године, Градишче при Требњем је имало 69 становника.
| Број становника према пописима | Број становника према пописима | Број становника према пописима |
| ------------------------------ | ------------------------------ | ------------------------------ |
| 1991                           | 2002                           | 2011                           |
| 20                             | 31                             | 69                             |

Напомена: До 1953. исказивано под именом Градишче. Године 1953. повећано за насеље Долга Њива, које је укинуто.